# Coilochilus neocaledonicum
Coilochilus neocaledonicum är en orkidéart som beskrevs av Rudolf Schlechter. Coilochilus neocaledonicum ingår i släktet Coilochilus, och familjen orkidéer. Inga underarter finns listade i Catalogue of Life.